# Юрасов, Евгений Владимирович

Евгений Владимирович Юрасов, 1916 г.

Евге́ний Влади́мирович Юра́сов (1896—1968, Москва) — советский радиотехник, кандидат технических наук, заведующий кафедрой Авиационной радиосвязи в Военно-воздушной инженерной академии им. Н. Е. Жуковского, полковник.

## Биография
Евгений Владимирович Юрасов родился 3 февраля 1896 года в селе Селищи Нижегородской губернии в семье преподавателя гимназии.
В 1914 году окончил с золотой медалью гимназию в Нижнем Новгороде и поступил в Политехнический институт в Санкт-Петербурге.
После двух лет учёбы был направлен на военную подготовку в Николаевское Инженерное училище в Санкт-Петербурге, а затем на фронт Первой мировой войны (1914). Был награждён за отвагу.
После революции вступил в ряды Рабоче-крестьянской Красной Армии, в самом начале её образования. Когда началась Гражданская война в России он служил в войсках связи, неоднократно получая благодарности от командования.
В 1919 году был рекомендован в только что открывшуюся Военную Электротехническую академию (возникшую на базе Военной электротехнической школы в Санкт-Петербурге, которая была перебазирована в Сергиев Посад) и закончил её с отличием в 1924 году (первый выпуск). По окончании Академии был направлен в Научно-испытательный институт связи РККА на должность инженера-конструктора (в 1924 г.).
Основная деятельность Евгения Владимировича была связана с преподаванием и научными исследованиями в области авиационной радиосвязи в учебных заведениях Москвы. Он защитил диссертацию на тему: «Амплитудная модуляция при удвоении частоты в авиационных радиопередатчиках» и имел ученую степень кандидата технических наук.
В середине 30-х годов им была написана монография «Ламповые генераторы и передатчики». Она была издана в 1938 году Государственным военным издательством Наркомата обороны СССР и рекомендована для высших и средних военных учебных заведений страны.
Его разработки использовались во время Великой Отечественной войны и позже, некоторые из них были представлены на ВДНХ СССР.
С 1940 по 1958 год он заведовал кафедрой Авиационной радиосвязи в Военно-воздушной инженерной академии им. Н. Е. Жуковского. Во время войны с августа 1941 по сентябрь 1943 года он вместе с Военно-воздушной академией был эвакуирован в Свердловск, где по ускоренной программе он готовил военных летчиков для отправки на фронт.
После увольнения на пенсию по возрасту в 1958 году (в чине полковника), он поступил на работу в Военно-политическую академию и преподавал там радиотехнику вплоть до 1968 года, осваивая новые направления, такие, например, как теория информации.
Он хорошо знал историю, классическую и современную литературу, философию.

## Награды
- Орден Ленина 1944 г.
- Орден Красного Знамени 1944 г.
- Орден Красного Знамени 1951 г.
- Орден Красной Звезды 1967 г.
- Медаль XX лет РККА 1918—1938, 1938 г.
- Медаль «За победу над Германией в Великой Отечественной войне 1941—1945 гг.»
- Медаль в ознаменование 30-летия Советской Армии и Флота 1948 г.
- Медаль В память 800-летия Москвы 1948 г.
- Медаль Двадцать лет победы в Великой Отечественной войне 1941—1945 гг. 1965 г.
- Медаль 50 лет Вооруженных сил СССР 1967 г.

## Семья
В 1924 году женился. Жена — Елизавета Алексеевна Юрасова (Трошина) была студенткой Петроградского женского медицинского института. Их дочь — Вера Евгеньевна Юрасова (1928—2023), доктор физико-математических наук.